# Wincenty Bartosiak
Wincenty Bartosiak (ur. 4 września 1901 w Repkach, zm. 25 czerwca 1985 w Buenos Aires) – polski przedsiębiorca i armator.

## Życiorys

### Młodość i studia (1901-1926)
Urodził się we wsi Repki (powiat Sokołów Podlaski). Miał sześcioro rodzeństwa. Jego ojciec był rolnikiem, gospodarującym na 14-morgowym gospodarstwie.
Od 1911 do 1914 uczęszczał do rosyjskiej szkoły w Siedlcach, w latach 1915–1918 do polskiego gimnazjum w tym mieście, a w latach 1919–1920 był uczniem gimnazjum im. Władysława IV w Warszawie.
W 1920 rozpoczął naukę w Szkole Morskiej w Tczewie, a po dwóch latach – podjął studia w Wyższej Szkole Handlowej w Warszawie, którą ukończył w 1926.

### Praca (1926-1939)
W latach 1926–1936 pracował w Przedsiębiorstwie Państwowym „Żegluga Polska”, a w latach 1936–1939 był współwłaścicielem i dyrektorem firmy maklerskiej Rummel i Burton.
Od 1931 zasiadał w radzie nadzorczej Spółdzielni Mieszkaniowej Absolwentów Szkoły Morskiej.
W 1936 r. założył wraz z Ludwikiem Kazimierzem Orthweinem spółkę Hamoryb – Centrala Handlowa Morskich Ryb, której przedmiotem działania był handel rybami i ich przetworami.
W grudniu 1938, wraz z innymi inwestorami, założył przedsiębiorstwo (spółkę z ograniczoną odpowiedzialnością) pod nazwą Bałtycka Spółka Okrętowa. Założycielami, oprócz Bartosiaka, byli: Czesław Antkowiak, Mieczysław Cedro, Wacław Fedorowicz, Michał Lipczyński, Tadeusz Olszowski i hrabia Władysław Potocki (później w poczet udziałowców przyjęto także Władysława Milewskiego). Jak wspominał Bartosiak: "Złożyliśmy, głównie z oszczędności, po kilkanaście tysięcy złotych każdy i zakupiliśmy dwa statki: „Narocz” (2200 TDW) oraz „Wigry” (3000 TDW). Ciotka Potockiego, Róża Tyszkiewiczowa, sprzedała plac na Frascati w Warszawie Rządowi Brytyjskiemu pod projektowany gmach ambasady, uzyskując poważną sumę w dewizach i zakupiła statek „Kromań” (3200 TDW), który powierzyła w administrację Bałtyckiej Spółce Okrętowej (...)".
W maju 1939 był współzałożycielem spółki „Ławica” – Rybołówstwo Dalekomorskie i Żegluga Sp. z o.o. w Gdyni (oprócz Bartosiaka, udziałowcami spółki byli L. Orthwein oraz firma Rummel i Burton).
W czerwcu 1939 został mianowany sekretarzem generalnym Komitetu Transportowego, którego zadaniem było zarządzanie transportem z zagranicy do Polski w czasie wojny.

### Wojna (1939-1945)
W dniu 19 września 1939 r. opuścił Polskę i przez Rumunię i Włochy udał się do Wielkiej Brytanii, gdzie w 1940 r. wraz z T. Olszowskim zorganizował spółkę Baltic Union Shipbrokers Ltd. W sierpniu 1941 r. Bartosiak zakupił od firmy The Adam Steam Fishing Co dwa trawlery („Dorota” i „Eugeniusz”) w imieniu i z funduszy Bałtyckiej Spółki Okrętowej. Natomiast w czerwcu 1943 r. zakupił trawlery „Adam” i „Barbara”, które zarejestrował jako własność założonej przez siebie spółki W. Bartosiak Steam Trawler Owner Ltd. Kolejno do zarządzania trawlerami powołał firmę Bartosiak Trawler Ltd, której kierownikiem był Jerzy Krajewski.

### Emigracja (1945-1985)
W 1946 r. reaktywował Bałtycką Spółkę Okrętową, odbudowując jej biuro w Gdyni. Zakupił także zbudowany w 1898 r. statek „Illkirch”, który otrzymał nazwę „Gopło”. Jednocześnie rozwijał działalność armatorską i maklerską w firmach Baltic Union Shipbrokers oraz J.S. Hamilton w Londynie.
Latem 1948 r. odwiedził Polskę, aby załatwić sprawy związane z przymusowym zarządem wprowadzonym przez polskie władze. Był członkiem delegacji rządowej do Argentyny i Brazylii w charakterze eksperta. Otrzymał również propozycję „objęcia stanowiska dyrektora przedsiębiorstw żeglugowych połączonych pod szyldem GAL (...)”. Do objęcia tego stanowiska jednak nie doszło.
W latach 1949–1958 Bałtycka Spółka Okrętowa została przejęta przez państwo i zlikwidowana.
Po wyjeździe do Argentyny Wincenty Bartosiak założył spółkę Compania de Navigacion Interoceanica i w jej ramach eksploatował statek „Stella Maris” (ex- „Chorzów”). Kolejno założył firmę Bartosiak Shipping Company Ltd., eksploatującą chłodniowiec „Stella Nova”. Tym ostatnim dowodził m.in. kpt.ż.w. Edward Gubała.
Zmarł w Argentynie, pochowany na Cmentarzu Witomińskim w Gdyni.